# Командный чемпионат СССР по современному пятиборью 1977
Командный чемпионат СССР по современному пятиборью прошёл с 14-18 сентября 1977 года в Тбилиси  Грузинская ССР.
- Итоговые результаты. Командное первенство.

| Место | Республика     | Спортсмены                         | Сумма  |
| ----- | -------------- | ---------------------------------- | ------ |
| 1.    | РСФСР-1        | В. Шмелёв А. Пальянов О. Булгаков  | 15 327 |
| 2.    | Москва-1       | С. Рябикин П. Горлов Б. Мосолов    | 15 135 |
| 3.    | Латвийская ССР | В. Кравцов У. Путниньш Г. Канепайс | 14 914 |

- Итоговые результаты. Личное первенство.

| Место | Спортсмен       | Республика, спортивный клуб             | Сумма |
| ----- | --------------- | --------------------------------------- | ----- |
| 1.    | Борис Никитин   | Украинская ССР Львов, ВС                | 5235  |
| 2.    | Василий Нефёдов | Москва «Динамо»                         | 5233  |
| 3.    | Александр Тарев | Киргизская ССР Фрунзе, «Алга» Профсоюзы | 5224  |